# Campionati mondiali di sollevamento pesi 2022 - 55 kg maschile
Le gare di sollevamento pesi della categoria fino a 55 kg maschile — pesi mosca — dei campionati mondiali del 2022 si sono svolte il 6 dicembre 2022 a Bogotà presso la Gran Carpa Américas Corferias.

## Programma
L'orario indicato corrisponde a quello colombiano (UTC-05:00)
| Data            | Orario | Evento   |
| --------------- | ------ | -------- |
| 6 dicembre 2022 | 09:30  | Gruppo B |
| 6 dicembre 2022 | 19:00  | Gruppo A |

## Medagliati
Per ciascun esercizio, i primi tre classificati sono i seguenti:
| Esercizio | Oro                 | Oro    | Argento      | Argento | Bronzo        | Bronzo |
| --------- | ------------------- | ------ | ------------ | ------- | ------------- | ------ |
| Strappo   | Lại Gia Thành       | 118 kg | Arli Chontey | 118 kg  | Ngô Sơn Đỉnh  | 117 kg |
| Slancio   | Theerapong Silachai | 148 kg | Kim Yong-ho  | 145 kg  | Miguel Suárez | 143 kg |
| Totale    | Theerapong Silachai | 265 kg | Ngô Sơn Đỉnh | 260 kg  | Kim Yong-ho   | 260 kg |

## Record
Prima di questa competizione, i record mondiali esistenti erano i seguenti:
| Record mondiale | Strappo | Mondiale standard | 135 kg |                     | 1º novembre 2018  |
| Record mondiale | Slancio | Om Yun-chol       | 166 kg | Pattaya, Thailandia | 18 settembre 2019 |
| Record mondiale | Totale  | Om Yun-chol       | 294 kg | Pattaya, Thailandia | 18 settembre 2019 |

## Risultati
| Pos. | Atleta                       | Gr. | Peso atleta | Strappo (kg) | Strappo (kg) | Strappo (kg) | Strappo (kg) | Slancio (kg) | Slancio (kg) | Slancio (kg) | Slancio (kg) | Totale |
| Pos. | Atleta                       | Gr. | Peso atleta | 1            | 2            | 3            | Pos.         | 1            | 2            | 3            | Pos.         | Totale |
| ---- | ---------------------------- | --- | ----------- | ------------ | ------------ | ------------ | ------------ | ------------ | ------------ | ------------ | ------------ | ------ |
|      | Theerapong Silachai (THA)    | A   | 54.60       | 117          | 117          | 119          | 4            | 144          | 147          | 148          |              | 265    |
|      | Ngô Sơn Đỉnh (VIE)           | A   | 54.90       | 116          | 117          | 119          |              | 143          | 146          | 148          | 4            | 260    |
|      | Kim Yong-ho (KOR)            | A   | 54.60       | 115          | 118          | 119          | 5            | 145          | 145          | 145          |              | 260    |
| 4    | Arli Chontey (KAZ)           | A   | 55.00       | 115          | 118          | 118          |              | 140          | 141          | 144          | 6            | 259    |
| 5    | Miguel Suárez (COL)          | B   | 54.70       | 105          | 109          | 109          | 10           | 140          | 143          | 145          |              | 248    |
| 6    | Angel Rusev (BUL)            | A   | 54.90       | 106          | 110          | 110          | 9            | 141          | 145          | 145          | 5            | 247    |
| 7    | Nestor Colonia (PHI)         | B   | 54.50       | 110          | 110          | 110          | 7            | 133          | 133          | 140          | 8            | 243    |
| 8    | Josué Brachi (ESP)           | B   | 54.90       | 107          | 112          | 116          | 6            | 129          | 134          | 134          | 10           | 241    |
| 9    | José Poox (MEX)              | B   | 55.00       | 100          | 104          | 106          | 11           | 130          | 135          | 138          | 7            | 239    |
| 10   | Gabe Chhum (USA)             | B   | 55.00       | 100          | 103          | 106          | 8            | 132          | 132          | 135          | 9            | 238    |
| 11   | Jhony Arteaga (ECU)          | B   | 55.00       | 100          | 104          | 106          | 12           | 120          | 125          | 127          | 11           | 229    |
| 12   | Juan Barco (MEX)             | B   | 54.80       | 90           | 95           | 95           | 13           | 115          | 120          | 125          | 12           | 210    |
| —    | Lại Gia Thành (VIE)          | A   | 55.00       | 118          | 118          | 121          |              | 141          | 142          | 142          | —            | —      |
| —    | Mansour Al-Saleem (KSA)      | A   | 54.60       | 115          | 116          | 116          | —            | 141          | 141          | 141          | —            | —      |
| —    | Éric Andriantsitohaina (MAD) | A   | 54.90       | 102          | 102          | 102          | —            | —            | —            | —            | —            | —      |